# Chassepierre
Chassepierre (Gaumais: Tchespire) is een dorp in de Belgische provincie Luxemburg en een deelgemeente van Florenville. Het is een kunstenaarsdorp, gelegen aan de rivier de Semois. Het dorp maakt deel uit van de Lorraine Gaumaise.

## Geschiedenis
Chassepierre is afgeleid van het Latijnse casa petrea ("stenen huis"). De kerk van Chassepierre werd voor het eerst vermeld in 1097, maar ook eerder, mogelijk al in de karolingische tijd, stond hier een kerk. Tijdens het ancien régime was Chassepierre een heerlijkheid die achtereenvolgens in bezit was van de families La Marck, Stolberg en Löwenstein. De ruïne van de vroegere banmolen is een overblijfsel van de feodale tijd.
Bij de gemeentelijke herindeling van 1977 werd het een deelgemeente van Florenville. 

## Demografische ontwikkeling
- Bronnen:NIS, Opm:1831 tot en met 1970=volkstellingen

## Bezienswaardigheden en evenementen
Het dorp vormt een architecturaal geheel met huizen uit de 18e en 19e eeuw.
- De Église Saint-Martin dateert uit 1702. De kerk is in Gaumse zandsteen opgetrokken en sinds 1994 beschermd als monument.
- Trou des fées, een oude kalksteengroeve
- Elk jaar (derde weekeind van augustus) wordt in Chassepierre het "Festival International des Arts de la Rue" georganiseerd dat duizenden bezoekers trekt uit binnen- en buitenland.

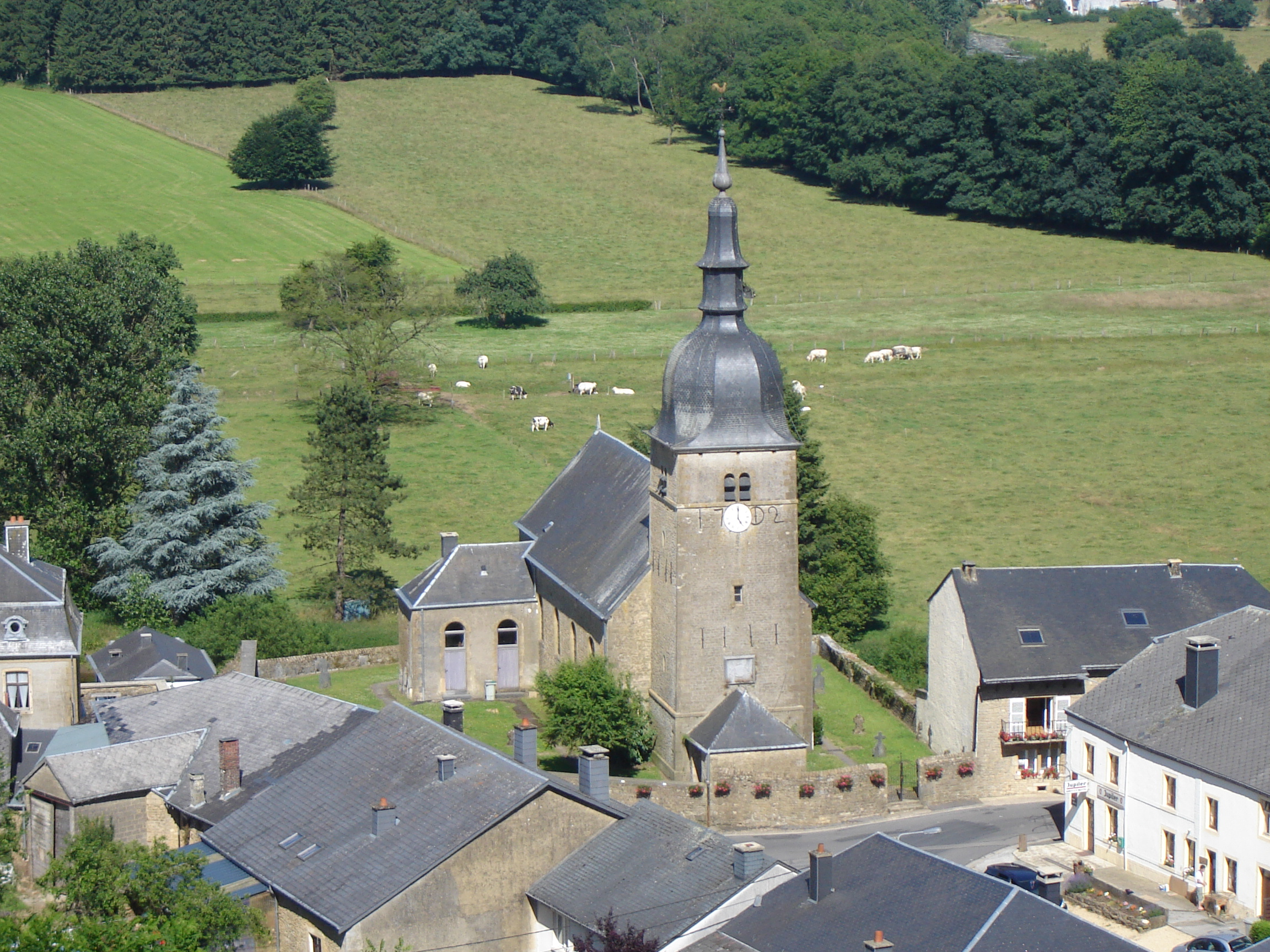
Église Saint-Martin

Deelgemeenten: Chassepierre · Florenville · Fontenoille · Lacuisine · Muno · Sainte-Cécile · Villers-devant-Orval

Overige dorpen: Azy · Conques · Laiche · Martué · Lambermont · Le Menil · Watrinsart

Belgische gemeenten · Arrondissement Virton · Luxemburg · Wallonië